# Chlorops certimus
Chlorops certimus är en tvåvingeart som beskrevs av Adams 1904. Chlorops certimus ingår i släktet Chlorops och familjen fritflugor. Inga underarter finns listade i Catalogue of Life.